# Anopheles concolor
Anopheles concolor este o specie de țânțari din genul Anopheles, descrisă de Edwards în anul 1938.
Este endemică în Zaire. Conform Catalogue of Life specia Anopheles concolor nu are subspecii cunoscute.